# 民族广场 (巴黎)
民族广场（法語：Place de la Nation）是法国巴黎的一个广场，位于第十一区和第十二区边界。最初名为“place du Trône”，法国革命期间的1792年8月10日，更名为“place du Trône-Renversé”，广场南半部还设置了断头台，1794年7月25日，法国诗人安德烈·舍尼埃在此被送上断头台。1880年7月14日国庆节时改用今名。这里设有巴黎地铁民族站。